# Kamenná slunce u Starého
Kamenná slunce, podobná těm, jaká jsou na lokalitě národní přírodní památky Kamenná slunce u Hnojnic, se nacházejí v malém opuštěném lomu na úpatí vrchu Linhorka na katastrálním území vesnice Staré, která je administrativně součástí obce Třebívlice v okrese Litoměřice v Ústeckém kraji. Katastrální území Staré (okres Litoměřice) leží v Chráněné krajinné oblasti České středohoří.

## Popis lokality

### Geografická poloha
Lokalita se nachází v západní části Milešovského středohoří, které je geomorfologickým podcelkem Českého středohoří. Bývalý lom místního významu leží v nadmořské výšce zhruba 372 - 373 metrů v lese na pravém břehu Kuzovského potoka (na některých mapách označovaného jako Žejdlík, avšak známějšího spíše pod pojmenováním Granátka), při severovýchodním úpatí vrchu Linhorka.

### Geologie
Na pohled zcela nenápadný vrch Linhorka mezi vesnicemi Staré a Leská je ve skutečnosti významnou geologickou a mineralogickou lokalitou. Linhorka, stejně, jako například Granátový vrch u Měrunic, je diatréma, tj. přívodní vulkanická dráha, vyplněná čedičovou brekcií. Tuto brekcii vytvořila směs magmatu spolu s úlomky hornin a minerály, které byly vulkanickou explozí vyvlečeny z hlubin Země. Diatréma, pojmenovaná Linhorka, podobně jako některá další sopečná tělesa v okolí, obsahuje úlomky pyroponosných hornin, přičemž postupnou erozí a zvětráváním se pyropy (české granáty) roznesly po okolí a uložily ve čtvrtohorních štěrcích podél jižního úpatí Českého středohoří. Kromě provádění geologického průzkumu byly na Linhorce v minulosti i pokusy těžit granáty přímo v mateční hornině.

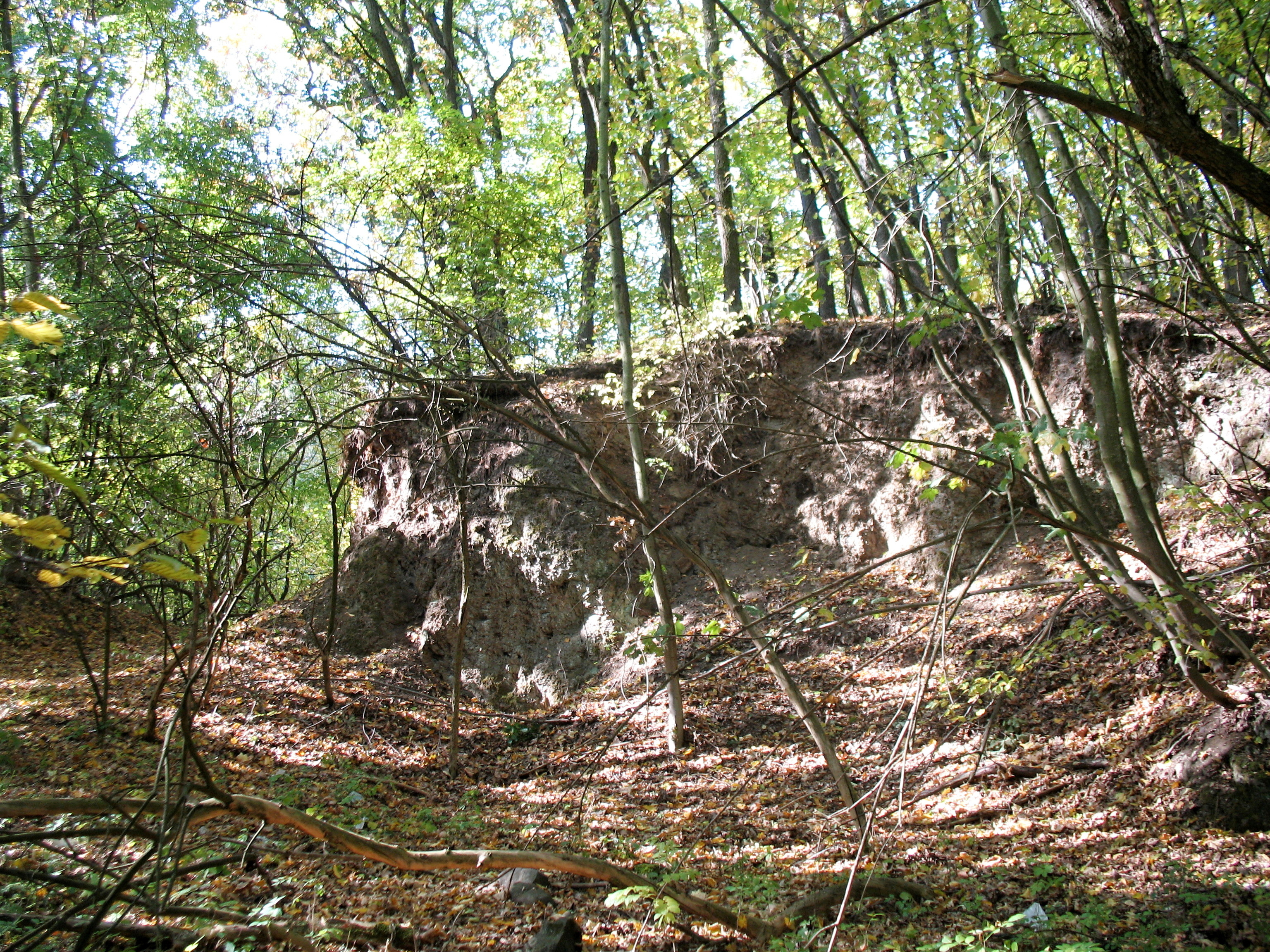
Starý lom s kamennými slunci

V bývalém lomu u Starého je odkrytá nevysoká skalní stěna, na níž lze spatřit několik desítek tzv. kamenných sluncí, která vznikla tak, že v průběhu sopečné erupce byla v magmatu zatavena jádra jiných hornin, v tomto případě hnědých jílů. Při nestejnoměrném chladnutí roztavené hmoty hornina kolem těchto jader popraskala a tak vznikla zmíněná "slunce". V lomu u Starého tato "slunce" dosahují velikosti maximálně do 30 cm, většina je však mnohem menších, o průměru kolem 5 cm. Okolní hornina ve stěně lomu je značně zvětralá a drobivá.

## Dostupnost
Lokalita, která leží ukrytá v lese uprostřed poměrně husté vegetace, není nijak označena a nevede k ní žádná turistická cesta. Lze jít po žlutě značené turistické trase (tzv. Ulričina stezka), která u jižního okraje Starého odbočuje na západ do Leské, a po několika desítkách metrů tuto trasu opustit a pokračovat vpravo polní cestou podél zadních hranic zahrad a podél východního úpatí Linhorky dále na sever. Je možné též jít či jet ze vsi Staré po silnici dále směrem na Skalici a přejít k Linhorce přes louky a koryto Kuzovského potoka. Bývalý lom s kamennými slunci je vzdálen od Starého asi 250 metrů.